# Vanessa Camani
Vanessa Camani (Vimercate, 15 settembre 1976) è una politica italiana. Deputata dal 2014 al 2018, consigliera regionale dal 2020, dal 2023 è capogruppo del Partito Democratico nel Consiglio regionale del Veneto.

## Biografia
Cresciuta ad Abano Terme, in provincia di Padova, si avvicina fin da giovane agli ambienti della sinistra. Dopo una formazione umanistica al liceo "Tito Livio" di Padova, si laurea in Economia e Commercio all’Università degli Studi di Padova nel 2000, completando parte del percorso con un semestre a Manchester grazie al progetto Erasmus. Da allora lavora in ambito contabile ed amministrativo in aziende private. Ha due figli: Anna e Pietro.

## Attività politica
Fin da giovanissima inizia la sua esperienza di partecipazione attiva all’interno di associazioni di volontariato e partitiche, con incarichi di organizzazione politica di livello provinciale, regionale e nazionale.

### Gli inizi in Consiglio comunale ad Abano Terme
Dal 2006 ha ricoperto l’incarico di consigliere comunale di minoranza ad Abano Terme, eletta nelle liste dei Democratici di sinistra a sostegno del candidato sindaco Dario Verdicchio, espressione della coalizione di centrosinistra. Nel 2008 è diventata capogruppo del Partito Democratico, nato dall'unione tra i Democratici di sinistra (di cui facevano parte Vanessa Camani, Dario Verdicchio e l'ex sindaco di Abano Terme Cesare Pillon) e DL - La Margherita (rappresentata dall'ex sindaco di Abano Terme Giovanni Ponchio). Ha mantenuto l'incarico anche dopo la rielezione alle amministrative del 2011, risultando eletta per il Partito Democratico. L'esperienza in Consiglio comunale si è conclusa nel 2016 dopo 10 anni svolti nel ruolo di consigliera di minoranza.
Negli ultimi anni del mandato da consigliera comunale, svolge l'attività istituzionale in parallelo all'incarico elettivo alla Camera dei Deputati, distinguendosi per una ferma opposizione al Sindaco di centrodestra Luca Claudio. Quest'ultimo patteggerà e sconterà una condanna di 3 anni, 11 mesi e 15 giorni, a cui si aggiungono i 5 mesi e 15 giorni per la mazzetta chiesta per la bonifica dell'ex discarica di Giarre. È stato riconosciuto come l'ideatore e unico regista di un sistema di corruzione nel Comune di Abano Terme.

### L'elezione alla Camera dei Deputati
Nel dicembre 2012 vince le “Parlamentarie” indette dal Partito Democratico per la scelta dei candidati alle successive elezioni politiche del 24 e 25 febbraio. Alle elezioni politiche del 2013 viene candidata alla Camera dei deputati nella circoscrizione Veneto 1, nelle liste del Partito Democratico, ma risulta la prima dei non eletti. Tuttavia, subentra il 25 giugno 2014 alla Camera dei Deputati, in seguito alle dimissioni di Alessandra Moretti, eletta al Parlamento europeo.
Durante la XVII legislatura, Vanessa Camani ha registrato un’elevata partecipazione ai lavori d'aula, risultando presente al 90,01% delle votazioni, a fronte di una media parlamentare del 65,89%. Le sue assenze si attestano al 6,24%, mentre le missioni parlamentari rappresentano il 3,75%.
Nel corso del suo mandato ha svolto un’intensa attività ispettiva e legislativa, con particolare attenzione al territorio del Veneto e alle politiche sociali, ambientali e riguardanti la tutela dei lavoratori. Ha presentato numerose interrogazioni su questioni come l’impatto ambientale delle escavazioni nel fiume Brenta, il degrado urbano ad Abano Terme legato agli alberghi dismessi, la gestione delle crisi aziendali per la salvaguardia dei posti di lavoro (Haier, LAG, Allison, Mercatone Uno), le irregolarità nei bilanci comunali e l’efficienza del sistema di asilo politico. In questi ambiti ha chiesto interventi governativi, l’attivazione di tavoli istituzionali e verifiche ispettive.
Ha inoltre cofirmato numerose proposte di legge, focalizzando il proprio lavoro sulla parità di genere, la semplificazione amministrativa, il sostegno al lavoro, lo sviluppo locale ed i diritti civili. In ambito sociale ha sostenuto l’introduzione dell’educazione alle differenze di genere nelle scuole, la tutela della dignità della donna nei media e misure per il contrasto del linguaggio d’odio. Ha promosso misure per il riacquisto della cittadinanza da parte degli italiani all’estero e una riforma della disciplina migratoria, ispirata a una cittadinanza più inclusiva. In campo economico ha sostenuto l’imprenditoria giovanile, le start-up culturali, la finanza etica e la tutela dei lavoratori autonomi, con un’attenzione particolare al welfare, alla formazione e all’equo compenso. Ha inoltre appoggiato proposte per la valorizzazione del verde urbano, del paesaggio rurale, del riuso dei rifiuti e per la promozione dello sport, del turismo e delle espressioni artistiche di strada. Tra le sue iniziative anche il sostegno all’istituzione della Giornata in memoria delle donne nella Resistenza. Di sua iniziativa è stata la proposta di legge per il rilancio del settore termale italiano e l’istituzione della Giornata nazionale delle terme d’Italia, con misure a sostegno degli investimenti, della riqualificazione e dell’occupazione nei territori termali.

### L'esperienza in Consiglio regionale del Veneto
Si candida alle elezioni regionali in Veneto del 20 e 21 settembre 2020 col PD, sostenendo come candidato presidente il vicesindaco di Padova Arturo Lorenzoni, venendo eletta nel collegio di Padova con più di 6.000 preferenze in consiglio regionale del Veneto, diventandone poi vicecapogruppo. A seguito dell'elezione di Giacomo Possamai a sindaco di Vicenza viene eletta capogruppo del Partito Democratico. Ha fatto parte della Commissione (Bilancio), di cui è vicepresidente fino alla nomina a capogruppo.  È anche componente della VI Commissione (Lavoro, Istruzione e Cultura), della Giunta per il Regolamento e della Commissione speciale d’inchiesta sul Covid.
Durante il mandato ha presentato oltre 600 atti, tra cui 35 progetti di legge (9 da prima firmataria), 141 mozioni (29 da prima firmataria), 33 risoluzioni (9 da prima firmataria), 136 ordini del giorno (23 da prima firmataria) e 251 interrogazioni (53 da prima firmataria). La sua partecipazione ai lavori del Consiglio si attesta al 98,86% delle sedute.
L’attività legislativa si è concentrata sui temi della sanità pubblica, del lavoro stabile e di qualità, della parità di genere, della transizione ecologica e della tutela dei diritti sociali. Tra le sue proposte diventate legge figurano la Legge regionale 15 febbraio 2022, n. 3, recante "Disposizioni per la promozione della parità retributiva tra donne e uomini e il sostegno dell’occupazione femminile stabile e di qualità", e la Legge regionale 27 novembre 2024, n. 30, che istituisce l’Osservatorio regionale sulla violenza contro le donne.
Durante il mandato ha promosso inoltre misure per la sicurezza sul lavoro, la tutela della sanità pubblica territoriale, la valorizzazione dei consultori per le donne over 65, il sostegno alle giovani generazioni e il diritto allo studio, ottenendo il finanziamento di tutte le borse per gli studenti idonei a partire dal 2025. Ha sostenuto e richiesto interventi in materia di tutela ambientale e idraulica, tra cui il finanziamento per il canale scolmatore di Padova, nuovi invasi nei Colli Euganei e la messa in sicurezza del sistema idraulico dell’Alta Padovana.
Ha sostenuto l’ottenimento di un finanziamento straordinario per l’Hospice pediatrico di Padova, destinato a potenziare le cure palliative rivolte ai minori affetti da patologie gravi. Ha promosso inoltre l’approvazione dello screening sanitario periodico per gli ex militari in congedo del Monte Venda, esposti durante il servizio a elevate concentrazioni di gas radon, con l’obiettivo di prevenire l’insorgenza di gravi malattie legate a tale esposizione. Si è infine attivata per la messa in sicurezza e l’acquisizione dell’immobile noto come Casa Breda, che accoglie pazienti affetti da sclerosi multipla e SLA, al fine di garantire la continuità e la stabilità dei servizi offerti agli utenti.

## Attività partitica
Dal 2009 è membro dell'Assemblea nazionale del Partito Democratico. Attualmente è membro della Direzione nazionale del Partito Democratico.
Nel Congresso del Partito Democratico del 2013 ha sostenuto la mozione congressuale di Gianni Cuperlo. Nel Congresso del Partito Democratico del 2017, a seguito delle dimissioni del Segretario nazionale Matteo Renzi, sostiene la candidatura di Andrea Orlando. Durante la segreteria di Nicola Zingaretti è stata responsabile del Turismo e Made in Italy del PD dopo averne sostenuto e coordinato la mozione per il Veneto.
Nel Congresso costituente del Partito Democratico del 2022-2023, a seguito delle elezioni politiche dell'autunno 2022, è stata coordinatrice della mozione a supporto di Elly Schlein per la regione Veneto dove la mozione Schlein ha vinto alle primarie aperte con percentuali sopra il 60 per cento in tutte le province e punte di quasi il 70 per cento a Padova città. Dei 9 delegati padovani in Assemblea nazionale, 6 sono stati eletti tra le liste di Schlein per la circoscrizione di Padova, tra i quali, come capolista, la stessa Camani.
Con il Partito Democratico di Abano Terme è responsabile dell'organizzazione della storica Festa de l'Unità di Abano Terme che si svolge dal 1955 nell'omonima città.